# Ministère de l'Intérieur (Japon)
Pour les articles homonymes, voir Ministère de l'Intérieur.
Ne doit pas être confondu avec Ministère des Affaires intérieures (Japon) ou Ministère des Affaires intérieures et des Communications.

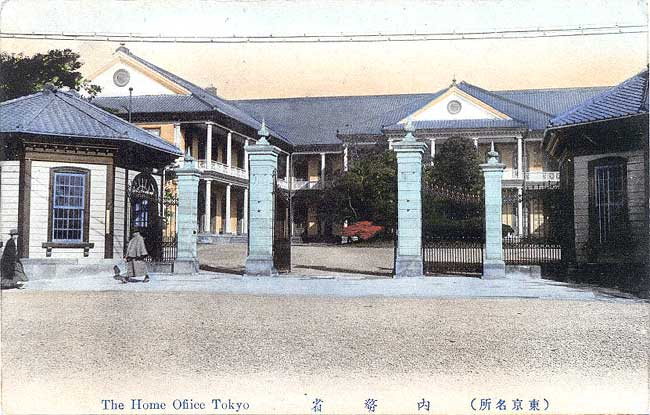
Siège du ministère de l'Intérieur, à Tokyo, avant 1923.

Le ministère de l'Intérieur (内務省, Naimu-shō), est un département ministériel du gouvernement japonais, en activité de 1873 à 1947. Ses fonctions comprenaient l'administration locale, la police, les travaux publics et les élections.

## Histoire
Après la restauration de Meiji, le ministère de l'Intérieur fut créé en novembre 1873, à partir du ministère des Affaires civiles, initialement comme « agence de sécurité intérieure » pour contrer les possibles menaces pour le gouvernement des anciens samouraïs mécontents. C'est un des huit ministères du gouvernement de Meiji. 
Ōkubo Toshimichi fut le premier chef du ministère. Quand Aritomo Yamagata le remplaça, il organisa le ministère en sections responsables pour l'administration générale, l'administration locale, la police, les travaux publics, la santé publique, l'administration postale, les relevés topographiques, les institutions religieuses et la censure nationale. L'administration de l'île d'Hokkaido et de la préfecture de Karafuto tombait aussi sous la juridiction du ministère des Affaires intérieures.
En 1886, il prend le contrôle de l'inspection centrale de Tokyo et en fait la Direction centrale de la police japonaise. De 1875 à 1895, le ministère a la charge des prévisions météorologiques, qui sont assurées par l'Observatoire météorologique de Tokyo, renommé Observatoire météorologique central en 1887. 
Le ministère fut aussi initialement responsable de la promotion de l'activité industrielle mais cette fonction fut récupérée par le ministère de l'Agriculture et du Commerce en 1881. 
En 1890, la société gouvernementale des chemins de fer japonais et, en 1892, le ministère des Postes et Télécommunications furent créés, retirant ces fonctions au ministère de l'Intérieur. Les fonctions de santé publique furent dévolues au ministère de la Santé en 1938.
Puis, avec la création du shintoïsme d'État, un département des Affaires religieuses fut ajouté au ministère en 1900. À la suite de l'incident Kōtoku, la force de police Tokkō fut créée en 1911.
Avec l'entrée en vigueur des lois de Préservation de la Paix en 1925, le ministère fut habilité à réprimander la dissidence politique, et à contrôler les activités des socialistes, des communistes et du mouvement ouvrier. Une section « police de la pensée », appelée Tokkō, est alors formée, avec des branches dans tout le Japon et à l'étranger, dans des endroits à forte concentration de ressortissants japonais, pour surveiller l'activité des socialistes et des communistes. En 1938, la Direction de l'hygiène et de la santé publique est détachée du ministère de l'Intérieur et devient un ministère de plein exercice, le ministère du Bien-Être public.
L'association pour les Loisirs et l'Amusement fut créée par le ministère et une organisation civile le 28 août 1945 par le biais d'investissement ce capitaux (50 millions de yens chacun), officiellement pour contenir les pulsions sexuelles des forces d'occupations, protéger la population japonaise des viols et préserver la « pureté » de la « race japonaise ». La déclaration officielle du 19 août 1945 déclarait que « grâce au sacrifice de milliers d'« Oikichis » de l'ère Shōwa, nous allons construire une barrière pour retenir la frénésie des forces d'occupations et cultiver et préserver la pureté de notre race pour les siècles à venir... » Le slogan de l'association était :  Pour le pays, un brise-lame sexuel pour protéger les femmes japonaises (お国のために日本女性を守る性の防波堤, Okuni no tame ni nihon josei o mamoru sei no bōhatei).
Après la Seconde Guerre mondiale, en octobre 1945, la portée des activités du ministère des Affaires intérieures fut sévèrement limitée par les forces d'occupation américaines. Les autorités américaines pensaient que la concentration de pouvoirs dans un ministère unique était une cause et un symptôme de la mentalité totalitaire du Japon d'avant-guerre, et pensaient également que centraliser le commandement des forces de police dans un ministère lui-même centralisé était dangereux pour le développement démocratique du Japon d'après-guerre. 
Plusieurs centaines de fonctionnaires du ministère sont révoqués, dans le cadre de la purge des militaristes et des ultranationalistes. Le 31 décembre 1947, le Ministère de l'intérieur a été officiellement supprimé. Ses fonctions ont été réparties entre le Ministère des Affaires intérieures, le Ministère de la Santé et des Affaires sociales (devenu Ministère de la Santé, du Travail et des Affaires sociales, la Commission nationale de sécurité publique) et le ministère de la Construction (intégré depuis au Ministère du Territoire, des Infrastructures, des Transports et du Tourisme). 
Le ministère des Affaires intérieures fut lui aussi officiellement supprimé le 31 décembre 1947, et ses fonctions furent réparties entre le ministère des Affaires intérieures, le ministère de la Santé  et des Affaires sociales (devenu le ministère de la Santé, du Travail et des Affaires sociales), la commission nationale de Sûreté publique, le ministère de la Construction (aujourd'hui ministère du Territoire, des Infrastructures, des Transports et du Tourisme).

## Liste des seigneurs de l'intérieur
|   | Nom              | Dates               |
| - | ---------------- | ------------------- |
| 1 | Ōkubo Toshimichi | Nov 1873 - Fév 1874 |

## Liste des ministres de l'Intérieur
|    | Noms                               | Dates                         |
| -- | ---------------------------------- | ----------------------------- |
| 1  | Yoshikawa Akimasa                  | Février 1904 - Septembre 1905 |
| 2  | Kiyoura Keigo                      | Septembre 1905 - Janvier 1906 |
| 3  | Hara Takashi                       | Janvier 1906 - Juillet 1908   |
| 4  | Hirata Tosuke                      | Juillet 1908 - Août 1911      |
| 5  | Hara Takashi                       | Août 1911 - Décembre 1912     |
| 6  | Ōura Kanetake                      | Décembre 1912 - Février 1913  |
| 7  | Hara Takashi                       | Février 1913 - Avril 1915     |
| 8  | Ōkuma Shigenobu                    | Avril 1914 - Janvier 1915     |
| 9  | Ōura Kanetake                      | Janvier 1915 - Juillet 1915   |
| 10 | Ōkuma Shigenobu                    | Juillet 1915 - Août 1915      |
| 11 | Ichiki Kitokurō                    | Août 1915 - Octobre 1916      |
| 12 | Gotō Shinpei                       | Octobre 1916 - Avril 1918     |
| 13 | Mizuno Rentarō                     | Avril 1918 - Septembre 1918   |
| 14 | Takejirō Tokonami                  | Septembre 1918 - Juillet 1922 |
| 15 | Mizuno Rentarō                     | Juillet 1922 - Septembre 1923 |
| 16 | Gotō Shinpei                       | Septembre 1923 - Janvier 1924 |
| 17 | Mizuno Rentarō                     | Janvier 1924 - Juillet 1924   |
| 18 | Wakatsuki Reijirō                  | Juillet 1924 - Juillet 1926   |
| 19 | Osachi Hamaguchi                   | Juillet 1926 - Décembre 1926  |
| 20 | Adachi Kenzō                       | Décembre 1926 - Mars 1927     |
| 21 | Osachi Hamaguchi                   | Mars 1927 - Avril 1927        |
| 22 | Suzuki Kisaburō                    | Avril 1927 - Mai 1928         |
| 23 | Tanaka Giichi                      | - Mai 1928                    |
| 24 | Mochizuki Keisuke                  | Mai 1928 - Juillet 1929       |
| 25 | Adachi Kenzō                       | Juillet 1929 - Décembre 1931  |
| 26 | Tokugorō Nakahashi                 | Décembre 1931 - Mars 1932     |
| 27 | Inukai Tsuyoshi                    | - Mars 1932                   |
| 28 | Suzuki Kisaburō                    | Mars 1932 - Mai 1932          |
| 29 | Yamamoto Tatsuo                    | Mai 1932 - Juillet 1934       |
| 30 | Fumio Gotō                         | Juillet 1934 - Mars 1936      |
| 31 | Shigenosuke Ushio                  | Mars 1936 - Février 1937      |
| 32 | Kakichi Kawarada                   | Février 1937 - Juillet 1937   |
| 33 | Eiichi Baba                        | Juillet 1937 - Décembre 1937  |
| 34 | Nobumasa Suetsuga                  | Décembre 1937 - Janvier 1939  |
| 35 | Kōichi Kido                        | Janvier 1939 - Août 1939      |
| 36 | Naoshi Ohara                       | Août 1939 - Janvier 1940      |
| 37 | Hideo Kodama                       | Janvier 1940 - Juillet 1940   |
| 38 | Eiji Yasui                         | Juillet 1940 - Décembre 1940  |
| 39 | Kiichirō Hiranuma                  | Décembre 1940 - Juillet 1941  |
| 40 | Harumichi Tanabe                   | Juillet 1941 - Octobre 1941   |
| 41 | Hideki Tōjō                        | Octobre 1941 - Février 1942   |
| 42 | Michio Yuzawa                      | Février 1942 - Novembre 1942  |
| 43 | Hideki Tōjō (ministre par intérim) | Novembre 1942 - Janvier 1943  |
| 44 | Michio Yuzawa                      | Janvier 1943 - Avril 1943     |
| 45 | Kisaburō Andō                      | Avril 1943 - Juillet 1944     |
| 46 | Shigeo Ōdachi                      | Juillet 1944 - Avril 1945     |
| 47 | Genki Abe                          | Avril 1945 - Août 1945        |
| 48 | Iwao Yamazaki                      | Août 1945 - Octobre 1945      |
| 49 | Zenjirō Horikiri                   | Octobre 1945 - Janvier 1946   |
| 50 | Chuzō Mitsuchi                     | Janvier 1946 - Mai 1946       |
| 51 | Seiichi Ōmura                      | Mai 1946 - Janvier 1947       |
| 52 | Etsujirō Uehara                    | Janvier 1947 - Mai 1947       |
| 53 | Kozaemon Kimura                    | Juillet 1947 - Décembre 1947  |